# Berliet BD2
Der Berliet BD2 war ein nur als Chassis erhältliches PKW-Modell des Fahrzeugherstellers Berliet in Lyon aus dem Jahre 1909, welches wegen seiner effektiven Motorleistung auch als Berliet 15 CV bezeichnet wird.

## Geschichte und Technik
Das Fahrzeug erhielt seine allgemeine Betriebserlaubnis  durch den örtlich und sachlich zuständigen Inspecteur des Mines im Januar 1909. Wie lange es gebaut wurde, ist den Akten nicht zu entnehmen. Für Fahrzeuge dieses Typs wurden die Chassisnummern 4001 – 4500 reserviert, sollten diese alle lückenlos vergeben worden sein, wären 500 Fahrzeuge dieses Typs gebaut worden.
Der Vierzylindermotor hatte eine Bohrung von 80 und einen Hub von 120 mm, also einen Hubraum von 2413 cm³. Steuerlich war das Auto mit 12 CV fiscaux eingestuft, die bei 1100/min entwickelte effektive Leistung wird mit 15 PS angegeben.
Das Getriebe hatte drei Vorwärtsgänge und einen Rückwärtsgang. Der Antrieb erfolgte über eine Kardanwelle auf die Hinterachse. Das Fahrzeug hatte Rechtslenkung. Der Radstand betrug 2,80 m.